# ممشقة مشرشرة

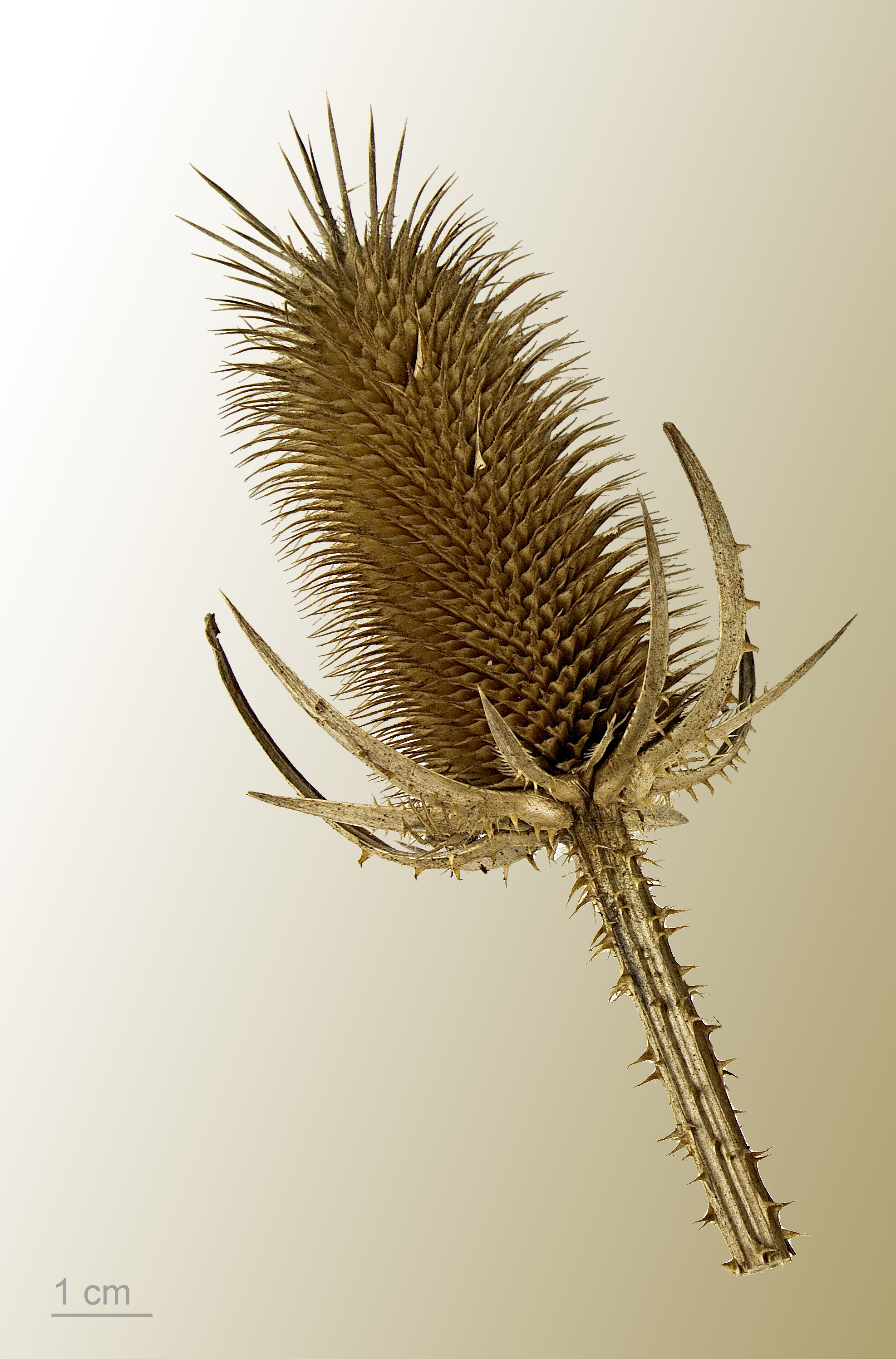
ممشقة مشرشرة

ممشقة مشرشرة (الاسم العلمي: Dipsacus laciniatus) هو نوع من النباتات يتبع جنس الممشقة من الفصيلة المعزية الورق.